# نوئل فیشر
نوئل روئیم فیشر (انگلیسی: Noel Roeim Fisher، زاده ۱۳ مارس ۱۹۸۴) بازیگر اهل کانادا است. او برای بازی در او نقش میکی ملکویچ در سریال بی‌شرم از شبکه شوتایم شناخته شده‌است.

## زندگی
فیشر در ونکوور، بریتیش کلمبیا متولد شد. او در سن ۱۴ سالگی در فیلم تلویزیونی The Sheldon Kennedy Story کار خود را شروع کرد. در طول دوران بازیگری جوان در ونکوور، او به شرکت در کلاسهای مختلف ترغیب شد و عاشق پیانو شد و هشت سال در آن تحصیل کرد.

## حرفه
فیشر فعالیت بازیگری خود را از ۱۴ سالگی آغاز کرد. او در سال ۱۹۹۹ با فیلم درام ورزشی The Sheldon Kennedy Story شروع به کار کرد. عملکرد وی در این فیلم، باعث شد فیشر اولین نامزد جایزه جمینای باشد. وی دومین نامزدی خود را با مجموعه تلویزیونی Godiva's در سال ۲۰۰۵ به دست آورد. او نقش برایان گیبونز را در فیلم مقصد نهایی ۲ در سال ۲۰۰۳ بازی کرد. از سال ۲۰۰۷، فیشر به دلیل مجموعه The Riches، با به تصویر کشیدن کال، پسر زنده و باهوش ادی ایزارد و مینی درایور، توسط مردم بیشتر شناخته شد.
فیشر برای بازی در نقش میکی میلکوویچ، شخصیت اراذل و اوباش همجنس‌گرای سریال بی‌شرم، افتخارات زیادی دریافت کرده‌است.

## زندگی شخصی
فیشر از نوامبر ۲۰۰۴، با بازیگر زن افغانی_کانادایی، لیلا علیزاده رابطه داشت. این زوج در سال ۲۰۱۴ نامزد شدند و در ۱۵ ژوئیه ۲۰۱۷، ازدواج کردند.

## فیلم‌ها
- گرگ‌ومیش: سپیده‌دم - قسمت دوم در نقش «ولادیمیر»، یک خون‌آشام ۱۵۰۰ ساله
- لاک‌پشت‌های نینجای نوجوان جهش‌یافته در نقش مایکل انجلو
- لاک‌پشت‌های نینجای نوجوان جهش‌یافته: خارج از سایه‌ها در نقش مایکل انجلو
- ولنتاین در نقش عضو گروه گنگستری تولگا
- حرکت بزرگ مکس کیبل در نقش تروی مک گینتی
- مقصد نهایی ۲ در نقش برایان گیبونز
- مأمور کودی بنکس در نقش فنستر
- بعد از سکس در نقش جی
- سرخ در نقش دانی مک کورمک
- نبرد در لس‌آنجلس در نقش شاون لنیهان
- لیگ عدالت در برابر پنج کشنده در نقش برینیاک ۵
- کاپون در نقش جونیور
- فردی انگولک شد

## سریال‌ها
- بی‌شرم در نقش میکی ملکویچ (۵۹ قسمت)
- دو مرد و نصفی در نقش فردی (۱ قسمت)
- پرونده سرد در نقش جری کشر (۱ قسمت)
- متوسط در نقش برایان/جسی اندروز (۱ قسمت)
- زندگی در نقش جان ارمسترانگ (۱ قسمت)
- نظم و قانون: قصد جنایی در نقش میلو (۱ قسمت)
- روان‌کاو در نقش تراویس تننت (۱ قسمت)
- استخوان‌ها در نقش تدی پارکر (۱ قسمت)
- نظم و قانون: واحد قربانیان ویژه در نقش تکنسین دیل استوکی (۴ قسمت)
- اقیانوس آرام در نقش هام (۱ قسمت)
- به من دروغ بگو در نقش برایان (۱ قسمت)
- خانواده هتفیلد و مک‌کوی در نقش الیسون (۳ قسمت)
- از مردگان متحرک بترسید در نقش ویلی (۱ قسمت)
- کسل راک در نقش دنیس زاولسکی (۶ قسمت)